# الاستفتاء الرئاسي للجمهورية العربية المتحدة 1970
الاستفتاء الرئاسي للجمهورية العربية المتحدة 1970 هو الاستفتاء الذي أقيم لتولي أنور السادات بعد وفاة جمال عبد الناصر. أجريت الانتخابات الرئاسية في الجمهورية العربية المتحدة يوم 15 أكتوبر 1970. جرت الانتخابات على شكل الاستفتاء على ترشيح محمد أنور السادات لمنصب رئيس الجمهورية العربية المتحدة . حصل السادات على 90.04٪ من الأصوات، مع نسبة مشاركة 85٪.

## الخلفية التاريخية
أجري الاستفتاء بعد وفاة الرئيس جمال عبد الناصر في 28 سبتمبر 1970 وكان أنور السادات نائباً للرئيس .تولى أنور السادات رئاسة الجمهورية مؤقتاً بصفته نائب الرئيس وبعد بيانه أمام مجلس الأمة في يوم 7 أكتوبر 1970 تم ترشيحه بالتزكية لرئاسة الجمهورية العربية المتحدة.
انقسمت سوريا عن الجمهورية العربية المتحدة عام 1961 ولكن مصر كانت لا زالت بنفس الاسم ونفس العلم حتى تاريخ الاستفتاء.

## النتائج
النتائج الرسمية المعلنة
| الاختيار                                             | الأصوات   | %    |
| ---------------------------------------------------- | --------- | ---- |
| موافق (نعم)                                          | 6,432,587 | 90.0 |
| معارض (لا)                                           | 711,252   | 10.0 |
| أصوات باطلة                                          | 13,814    | –    |
| الإجمالي                                             | 7,157,653 | 100  |
| المسجلون في قاعدة البيانات الانتخابية- نسبة المشاركة | 8,420,768 | 85.0 |